# Moon Hee-sang
Moon Hee-sang (sinh ngày 3 tháng 3 năm 1945) là một chính trị gia người Hàn Quốc. Ông có bằng cử nhân luật từ Đại học Quốc gia Seoul. Ông là nghị sĩ Quốc hội Hàn Quốc và là lãnh đạo tạm quyền của Liên minh Chính trị Mới vì Dân chủ từ năm 2014 đến năm 2015.
Ngày 13 tháng 7 năm 2018, Moon Hee-sang được bầu làm Chủ tịch Quốc hội Hàn Quốc, ông đã nhận được tổng cộng 259 phiếu ủng hộ trên tổng số 275 phiếu. Theo Luật Quốc hội Hàn Quốc, Moon Hee-sang sẽ phải ra khỏi Đảng Dân chủ Đồng hành để đảm bảo tính độc lập theo những quy định hiện hành trong Luật Quốc hội.